# Pierre Christin (peintre)
Ne doit pas être confondu avec Pierre Christin.
Pierre Christin, est un peintre français né le 26 décembre 1935 à Évian-les-Bains.

## Biographie
Né le 26 décembre 1935 à Évian-les-Bains (Haute-Savoie), Pierre Christin étudie le dessin à l'école cantonale d'art de Lausanne en 1957 puis l’année suivante à l'école régionale des beaux-arts de Rennes. Il participe alors à diverses expositions de groupe avant de s'installer à Paris en 1959 et réaliser sa première exposition personnelle à Evian en 1961. Il a pour fille Sabine Christin, également artiste peintre, qui exerce son art autour du Papier.

## Expositions
- En 1962 et 1965, il expose au salon d’Automne et en 1963 au salon des Indépendants.
- En 1967, exposition personnelle au Procope à Paris et participation au salon Terre latine.
- En 1969, sa rencontre avec Chieko et Tokushichi lui ouvre les portes du Japon où il devient un représentant majeur de la peinture française. Il ne cesse plus dès lors d'exposer chaque année dans les galeries Nichido[2] à Paris, Tokyo, ou Osaka. En 1983, il est présent à la Foire internationale d'art contemporain organisée au Japon[3] avec une exposition personnelle en 1996 et une autre en 2002 au musée Nakata d’Hiroshima.
- En 1976 il expose à Caracas à la galerie Contini.
- En 1980 il participe à la Foire internationale d'art contemporain de Paris.
- En 1991 il réalise un one man show à l'Art Basel de Bâle.
- En 1996 il reçoit le XXXIe prix international d'art contemporain de Monte-Carlo[4] dans le cadre des 700 ans de la principauté.
- En 2006 pour l'inauguration le palais Lumière la ville d'Évian lui consacre une exposition.
- En 2015 exposition à la maison Gribaldi d'Évian.

## Collections publiques
- 1975 : achat d'un tableau par le musée d'Épinal.
- 1981 : achat de la toile Le bateau sur le Léman par le musée d'Annecy.
- 1984 : achat d'un tableau par la mairie d'Annecy. Commande de deux peintures par la ville d'Onomichi (Japon) pour l'exposition “Les quatre saisons d'Onomichi”.
- 1986 : achat d'un tableau par la ville d'Évian-les-Bains.
- 2002 : achat de nombreuses œuvres de l'artiste par le musée Nakata à Hiroshima.
- 2006 : inauguration du chemin de croix de l'église Notre-Dame-de-l'Assomption.